# Theos Pompeji
Theos Pompeji är den trettonde boken i serien om Theo och Ramona av Kim Kimselius och gavs ut 2010. Handlingen utspelar sig år 79 e.Kr. i Pompeji. I Theos Pompeji berättas vad som hände innan huvudpersonen Theo träffade Ramona i boken Tillbaka till Pompeji (1997).